# متر في الثانية المربعة
المتر على الثانية المربعة هي وحدة التسارع في نظام الوحدات الدولي (SI). كوحدة دولية مشتقة مركبة من الوحدة الأساسية للطول ، المتر ، والوحدة الأساسية للزمن ، الثانية . يرمز لها بعدة رموز من بينها m/s2 ، m·s−2 أو m s−2 ، وأقل شيوعا m/s/s .
فالتسارع ، كوحدة تُفسّرُ فيزيائيا بتغير السرعة في وحدة الزمن ، يعني أن المتر في الثانية في الثانية تعامل ككمية متجهة.

## أمثلة
- يخضع جسم صلب لتسارع ثابت قيمته متر واحد في الثانية المربعة 1 m/s2 ، عندما يحقق سرعة 5 m/s  بعد مدة 5 ثواني ، وسرعة 10 m/s بعد مدة 10 ثواني ، وهكذا.
- يقوم القطار من المحطة ويزيد من سرعته أي يسير بعجلة (حالة تزايد السرعة) حتي يصل إلى سرعة 70 كيلومتر في الساعة ، ثم يسير بتلك السرعة المنتظمة لمدة نصف ساعة مثلا، يكون فيه تسارعه (عجلته) مساوية للصفر. وعند اقترابه من المحطة التالية يكبح السائق مكبح القطار ليخفض من سرعته (عجلة سالبة الإشارة) تستمر نحو 20 ثانية مثلا تنخفض فيها السرعة رويدا رويدا حتى يتوقف القطار.

## وحدات ذات صلة
القانون الثاني لنيوتن ينص على أن القوة تساوي جداء الكتلة والتسارع . وحدة القوة هي النيوتن (N) ووحدة الكتلة في نظام الوحدات الدولي هي الكيلوغرام (Kg). نيوتن واحد يساوي كيلوغرام متر خلال الثانية المربعة . ولهذا ، الوحدة متر على الثانية المربعة تكافئ نيوتن على الكيلوغرام N·kg−1, or N/kg.

و بالتالي ، مجال الثقالة الأرضية (قرب مستوى سطح الأرض) ، يمكنه أن يحقق القيمة 9,81 متر في الثانية المربعة ، أو في المقابل 9.8 N/kg.
ويمكن قياس التسارع نسبةً إلى الجاذبية ، كقوة التسارع وذروة التسارع الأرضي  أثناء الزلازل .

## التحويلات
التحويل المشترك بين وحدات التسارع
|         | m/s2     | ft/s2     | الجاذبية القياسية g0 | Gal)cm/s2) |
| ------- | -------- | --------- | -------------------- | ---------- |
| 1 m/s2  | 1        | 3.28084   | 0.101972             | 100        |
| 1 ft/s2 | 0.304800 | 1         | 0.0310810            | 30.4800    |
| g0      | 9.80665  | 32.1740   | 1                    | 980.665    |
| 1 cm/s2 | 0.01     | 0.0328084 | 0.00101972           | 1          |